# Jack Bolli
Jakob «Jack» Bolli (* 29. Mai 1923; † 21. Oktober 2003) war ein Schweizer Feld- und Hallenhandballspieler.

## Handball

### Club
Bolli spielte von 1942 bis 1953 aktiv Handball. Die Neuen Zürcher Nachrichten nennen als Ende 1957. Er spielte seine ganze Karriere beim Grasshopper Club Zürich (GC).
Erfolge
- Feldhandballmeisterschaft:
  - 6 × Meister: 1946, 1947, 1948, 1951, 1952, 1953
  - 3 × Vizemeister: 1942, 1943, 1950
- Feldhandballcup:
  - 2 × Cupsieger: 1947, 1953
  - 5 × Finalist: 1943, 1949, 1950, 1951, 1952
- Hallenhandballmeisterschaft:
  - 3 × Meister: 1949/50, 1950/51, 1951/52
- Zürcher Hallenhandball-Meisterschaften:
  - 12 × Meister: 1940, 1941, 1942, 1944, 1945, 1946, 1947, 1948, 1949, 1949/50, 1951, 1952
  - 1 × Vizemeister: 1943

### Nationalmannschaft
Er bestritt laut dem Schweizerischen Handball-Verband (SHV) 15 Länderspiele; Zeitungsartikel nennen 16 Länderspiele. Sein erstes Länderspiel für die Schweizer Männer-Feldhandballnationalmannschaft spielte er am 14. September 1947 gegen Schweden; er warf bei der 4:10-Niederlage kein Tor. Für die Feldhandball-Weltmeisterschaft 1948 bekam er kein Aufgebot, dafür für die Feldhandball-Weltmeisterschaft 1952: In den fünf Spielen warf er fünf Tore. Er gewann mit der Schweiz den kleinen Final gegen Österreich. Dies war ebenso sein letztes Länderspiel. In der Halle spielte er sein erstes Länderspiel gegen die finnische Mannschaft. Dies war das zweite Länderspiel für die Schweizer Männer-Handballnationalmannschaft. Sie gewann 6:0. Bolli warf dabei zwei Tore. Sein letztes Hallenländerspiel spielte er bei der 4:16-Niederlage gegen Schweden am 23. Januar 1951. Er blieb dabei ohne Torerfolg.

## Sportförderer
Er war in der Schweizer Sporthilfe ein langjähriges Präsidiumsmitglied. Eine private Sportförderung in der Schweiz fand er notwendig. Er war gegen Staatssport wie im ehemaligen Ostblock.

## Privat
Von 1938 bis 1942 besuchte er die Handelsschule Zürich. Danach arbeitete er kurz in der Textilindustrie und wechselte daraufhin zu den Schweizerischen Bundesbahnen. Zuerst absolvierte er eine Stationslehre im Kreis III und wurde anschliessend Mitarbeiter in der Abteilung Rechnungskontrolle und Hauptbuchhaltung in Bern. 1945 trat er als Stenodaktylograph und Fremdsprachenkorrespondent dem Reisebüro Kuoni Schweiz bei. 1955 wurde Bolli Direktor des Zürcher Hauptsitzes und 1957 des gesamten Unternehmens. Zusätzlich wurde er in den Verwaltungsrat aufgenommen. 1967 wurde er Generaldirektor, 1970 Verwaltungsratspräsident und 1977 Verwaltungsratsdelegierter. 1989 übergab er das Amt als Direktionspräsident und 1992 das Amt als Verwaltungsratspräsident. Danach wurde er Ehrenpräsident von Kuoni.